# Jaroslav Bulant
Jaroslav Bulant (* 21. dubna 1964, Třebíč) je bývalý český profesionální tenista.

## Životopis
Jaroslav Bulant se narodil v Třebíči a v roce 1986 se v Jihlavě stal profesionálním tenistou.
V roce 1988 vyhrál titul ATP Challenge Tour v Curychu a poprvé se zúčastnil Grand Prix na Prague Open. Nejlepší umístění v žebříčku ATP (142.) dosáhl v roce 1989 a o rok později se zúčastnil pěti turnajů Grand Prix a získal další titul ATP Challenge Tour v Nikósii. Do roku 1994 soutěžil na ATP Tour, Bulant na Colombia Open porazil 20. hráče světa – Carlose Costu.
Po skončení profesionální kariéry pracoval jako trenér. V roce 2005 trénoval Lucii Šafářovou a roku 2008 trénoval Dominika Hrbatého. Od konce roku 2009 do začátku roku 2010 trénoval Dominiku Cibulkovou.

## Challenger tituly

### Singly: (2)
| #  | Rok  | Turnaj             | Povrch | Soupeř         | Výsledky      |
| -- | ---- | ------------------ | ------ | -------------- | ------------- |
| 1. | 1988 | Rümikon, Švýcarsko | Antuka | Roland Stadler | 6–3, 6–7, 6–2 |
| 2. | 1989 | Nikósie, Kypr      | Antuka | Markus Zillner | 6–3, 6–4      |

### Čtyřhra: (2)
| #  | Rok  | Turnaj             | Povrch | Partner       | Soupeři                       | Výsledky |
| -- | ---- | ------------------ | ------ | ------------- | ----------------------------- | -------- |
| 1. | 1988 | Eger, Maďarsko     | Antuka | Vojtěch Flégl | Karel Nováček Richard Vogel   | 6–4, 6–4 |
| 2. | 1989 | Casablanca, Maroko | Antuka | Richard Vogel | Libor Pimek Florin Segărceanu | 6–1, 6–3 |